# Canton de Dampierre
Le canton de Dampierre est une ancienne division administrative française, située dans le département du Jura et la région Franche-Comté.

## Composition
Le canton de Dampierre regroupait quatorze communes.
| Nom                   | Code Insee | Intercommunalité | Superficie (km2) | Population (dernière pop. légale) | Densité (hab./km2) |
| --------------------- | ---------- | ---------------- | ---------------- | --------------------------------- | ------------------ |
| Dampierre (chef-lieu) | 39190      | CC Jura Nord     | 9,48             | 1 153 (2014)                      | 122                |
| La Barre              | 39039      | CC Jura Nord     | 3,31             | 231 (2014)                        | 70                 |
| La Bretenière         | 39076      | CC Jura Nord     | 1,63             | 219 (2014)                        | 134                |
| Courtefontaine        | 39172      | CC Jura Nord     | 13,64            | 238 (2014)                        | 17                 |
| Étrepigney            | 39218      | CC Jura Nord     | 15,60            | 424 (2014)                        | 27                 |
| Évans                 | 39219      | CC Jura Nord     | 9,87             | 633 (2014)                        | 64                 |
| Fraisans              | 39235      | CC Jura Nord     | 16,90            | 1 242 (2014)                      | 73                 |
| Monteplain            | 39352      | CC Jura Nord     | 1,68             | 134 (2014)                        | 80                 |
| Orchamps              | 39396      | CC Jura Nord     | 9,92             | 1 065 (2014)                      | 107                |
| Our                   | 39400      | CC Jura Nord     | 13,86            | 139 (2014)                        | 10                 |
| Plumont               | 39430      | CC Jura Nord     | 12,10            | 93 (2014)                         | 7,7                |
| Ranchot               | 39451      | CC Jura Nord     | 6,91             | 487 (2014)                        | 70                 |
| Rans                  | 39452      | CC Jura Nord     | 6,14             | 524 (2014)                        | 85                 |
| Salans                | 39498      | CC Jura Nord     | 6,88             | 568 (2014)                        | 83                 |

## Représentation

### Conseillers d'arrondissement (de 1833 à 1940)
| Période                                  | Période          | Identité                         | Étiquette                    | Qualité |
| ---------------------------------------- | ---------------- | -------------------------------- | ---------------------------- | --- |
| 1833                                     | 1836             | Louis Nicolas Caron (1777-1861)  |                              | Propriétaire, maire de Dampierre                                                                            |
| 1836                                     | 1848             | Jean Jacques Mestral (1791-1876) |                              | Notaire, maire de Rans                                                                                      |
|                                          |                  |                                  |                              | |
| 1874                                     |                  | M. Rouge                         |                              | |
|                                          |                  |                                  |                              | |
|                                          | 1885 (décès)     | M. Garnier                       |                              | Suppléant du juge de paix                                                                                   |
| 1885                                     | 1887 (décès)     | Pierre-Joseph Crette             |                              | Suppléant du juge de paix                                                                                   |
| 1887                                     | 1900 (démission) | Edmond Navetier                  | Radical                      | Négociant à Fraisans                                                                                        |
|                                          |                  |                                  |                              | |
| 1919                                     | 1940             | M. Besson                        | Union nationale républicaine | |
| 1940                                     |                  |                                  |                              | Les conseils d'arrondissement ont été suspendus par la loi du 12 octobre 1940 et n'ont jamais été réactivés |
| Les données manquantes sont à compléter. |                  |                                  |                              | |

### Conseillers généraux de 1833 à 2015
| Période               | Identité                                | Parti        | Qualité |
| --------------------- | --------------------------------------- | ------------ | --- |
| 1833-1843 (décès)     | Baron Claude Pierre Bouvier (1759-1843) |              | Président honoraire à la Cour royale de Besançon Propriétaire, ancien maire de Dole                                        |
| 1843-1852             | Victor Charlier                         |              | Maître de forges et propriétaire à Fraisans                                                                                |
| 1852-1870             | Alfred-Léonard Caron (1822-1902)        |              | Maître de forges à Fraisans                                                                                                |
| 1870-1871             | Justin Mestral (1825-1915)              | Républicain  | Notaire à Rans |
| 1871-1877 (décès)     | Jean-Baptiste François Brugnon          |              | Administrateur des forges de Franche-Comté, Besançon                                                                       |
| 1877-1895             | Justin Mestral                          | Républicain  | Notaire, maire de Rans (1871-1872 et 1881-1886)                                                                            |
| 1895-1900 (décès)     | Jean-Baptiste Bourgeois du Jura         | Républicain  | Directeur d'une maison de commerce Conseiller municipal de Dole Député (1885-1900), Sénateur (1897)                        |
| 1900-1907             | Edmond Navetier                         | Rad.         | Négociant à Fraisans, conseiller d'arrondissement                                                                          |
| 1907-1913             | Georges Ponsot                          | Rad.         | Avocat et journaliste Député (1906-1919)                                                                                   |
| 1913-1925             | Pierre Jacobé de Haut                   | URD          | Directeur général des Forges de Franche-Comté, Besançon                                                                    |
| 1925-1931             | Louis Charne (1882-1965)                | RG           | Industriel (minotier) - Maire d'Orchamps                                                                                   |
| 1931-1937             | Maurice Bazin                           | AD puis URD  | Vétérinaire - Député (1936-1940) Maire de Dampierre                                                                        |
| 1937-1940             | Raoul Girard                            | Rad.         | Ingénieur, négociant en charbons à Fraisans                                                                                |
|                       |                                         |              | |
| 1945-1949             | Fernand Lacroix                         | SFIO         | Chef de district du ravitaillement à Dampierre                                                                             |
| 1949-1955             | Pierre Moreau                           | RGR          | |
| 1955-1961             | Robert Breton                           | RGR          | |
| 1961-1967 (décès)     | André Delémont                          | DVD-app.CD   | Médecin, maire d'Orchamps                                                                                                  |
| 28 janvier 1968-1973  | André Lebland                           | Centre droit | Maire de Fraisans |
| 1973-1983 (démission) | Yves Cuny                               | PS           | Maire d'Orchamps Nommé au cabinet d'Hubert Dubedout                                                                        |
| 1983-1992             | Jean-Paul Giraud                        | RPR          | Chef d'entreprise, Orchamps                                                                                                |
| 1992-2004             | Denis Jeunet                            | DVG          | Enseignant Conseiller municipal d'Orchamps Président de la Communauté de communes Jura nord                                |
| 2004-2011             | Lucien Paulin                           | PS           | Assureur Maire-adjoint de Fraisans Ancien adjoint au maire de Lons-le-Saunier Ancien assistant parlementaire d'Alain Brune |
| 2011-2015             | Denis Jeunet                            | PS           | Conseiller municipal d'Orchamps Président de la Communauté de communes Jura nord Vice-Président du Conseil Général         |

## Démographie
| 1990  | 1999  | 2006  | 2011  | 2012  |
| ----- | ----- | ----- | ----- | ----- |
| 5 767 | 6 456 | 6 906 | 7 114 | 7 110 |